# Nagycserkesz
Nagycserkesz är en ort i Ungern.   Den ligger i provinsen Szabolcs-Szatmár-Bereg, i den nordöstra delen av landet, 190 km öster om huvudstaden Budapest. Nagycserkesz ligger 104 meter över havet och antalet invånare är 1 907.
Terrängen runt Nagycserkesz är mycket platt. Runt Nagycserkesz är det ganska tätbefolkat, med 124 invånare per kvadratkilometer. Närmaste större samhälle är Nyíregyháza, 13,7 km öster om Nagycserkesz. Trakten runt Nagycserkesz består till största delen av jordbruksmark.